# 木原啓吉
木原 啓吉（きはら けいきち、1931年1月4日 - 2014年）は、日本のジャーナリスト、環境学者。千葉大学名誉教授

## 略歴
鹿児島県鹿児島市生まれ、出身。旧制鹿児島県立第一鹿児島中学校（現鹿児島県立鶴丸高等学校）を経て、1950年第七高等学校文科卒業。1953年東京大学法学部卒。朝日新聞社に入り、盛岡支局勤務から始め、小繋事件を取材、のち公害キャンペーンと環境問題を担当、編集委員をへて、1981年千葉大学教養部教授となる。1996年定年退官、江戸川大学教授。環境庁の自然環境保全審議会委員、ナショナル・トラストを進める全国の会幹事長。

## 著書
- 『歴史的環境 保存と再生』岩波新書 1982
- 『ナショナル・トラスト』三省堂(都市のジャーナリズム) 1984
- 『暮らしの環境を守る アメニティと住民運動』朝日選書 1992
- 『ナショナル・トラスト 自然と歴史的環境を守る住民運動ナショナル・トラストのすべて』三省堂選書 1992

### 共編著
- 『入浜権 海岸線を守る手づくりの思想』髙﨑裕士共編 ジャパン・パブリッシャーズ 1977
- 『環境の思想を求めて 対談集』編著 核心評論社(争点シリーズ) 1978
- 『地球の選択-緑を守れ』大石武一共編 家の光協会 1983
- 『水の時代をひらく』編著 LGC総合研究所 1988
- 『市民の安全・環境』編著 学陽書房(シリーズ自治を創る) 1989
- 『The national trust : 市民が守る英国の環境と文化』森下茂行写真 駸々堂出版 1991

## 論文
- <木原啓吉